# Phalacrotophora pilipes
Phalacrotophora pilipes är en tvåvingeart som beskrevs av Borgmeier 1934. Phalacrotophora pilipes ingår i släktet Phalacrotophora och familjen puckelflugor. Inga underarter finns listade i Catalogue of Life.